# Wi-Fi直连
Wi-Fi直连（英語：Wi-Fi Direct），曾被稱為 Wi-Fi 點對點（Wi-Fi Peer-to-Peer），是一套軟體協定，讓 wifi 裝置無須透過無線網路基地台（Access Point），而是以點對點的方式，直接與另一個 wifi 裝置連線，進行資料高速傳輸。這項協定是由Wi-Fi聯盟發展、支援與授予認證。通過認證的產品將可獲得 Wi-Fi 認證 Wi-Fi Direct 標誌。
它的主要對手是藍牙 3.0 協定。

## 歷史
2009年10月14日，Wi-Fi聯盟公布他們正在發展這個協定。2010年10月25日正式開始公開認證。目前已經有 Atheros、Broadcom、Intel、Ralink、Realtek等廠商已經通過認證，開始預備發行具備Wi-Fi Direct功能的產品。

## 內容
Wi-Fi Direct架構在原有的 802.11a、802.11g、802.11n 之上，不支援802.11b。比既有的ad-hoc模式更快，同時也支援 WPA2 加密機制。最大傳輸距離是200公尺，最大傳輸速度為250Mbps，使用2.4GHz與5GHz頻段。它支持一對一，以及一對多模式。
因為它屬於軟體協定，理論上，舊有的Wi-Fi裝置，有可能透過韌體與軟體升級獲得相容性，不過Wi-Fi聯盟並不保證晶片商一定會支援升級。

## 另見
- Miracast

## 外部連結
- Wi-Fi聯盟新聞稿